# Llista d'asteroides/150301-150400
| Nom      | Designació provisional | Data de descobriment   | Lloc de descobriment | Descobridor/s            |
| -------- | ---------------------- | ---------------------- | -------------------- | ------------------------ |
| 150301 - | 1999 TD234             | 3 d'octubre de 1999    | Socorro              | LINEAR                   |
| 150302 - | 1999 TX234             | 3 d'octubre de 1999    | Catalina             | CSS                      |
| 150303 - | 1999 TV250             | 9 d'octubre de 1999    | Catalina             | CSS                      |
| 150304 - | 1999 TO259             | 9 d'octubre de 1999    | Socorro              | LINEAR                   |
| 150305 - | 1999 TH279             | 7 d'octubre de 1999    | Socorro              | LINEAR                   |
| 150306 - | 1999 TJ295             | 1 d'octubre de 1999    | Catalina             | CSS                      |
| 150307 - | 1999 TR303             | 4 d'octubre de 1999    | Kitt Peak            | Spacewatch               |
| 150308 - | 1999 TQ320             | 10 d'octubre de 1999   | Socorro              | LINEAR                   |
| 150309 - | 1999 US2               | 19 d'octubre de 1999   | Ondřejov             | P. Pravec, P. Kušnirák   |
| 150310 - | 1999 UF12              | 31 d'octubre de 1999   | Kitt Peak            | Spacewatch               |
| 150311 - | 1999 UN19              | 30 d'octubre de 1999   | Kitt Peak            | Spacewatch               |
| 150312 - | 1999 UR28              | 31 d'octubre de 1999   | Kitt Peak            | Spacewatch               |
| 150313 - | 1999 UB34              | 31 d'octubre de 1999   | Kitt Peak            | Spacewatch               |
| 150314 - | 1999 UQ54              | 19 d'octubre de 1999   | Kitt Peak            | Spacewatch               |
| 150315 - | 1999 UB58              | 30 d'octubre de 1999   | Kitt Peak            | Spacewatch               |
| 150316 - | 1999 VO1               | 1 de novembre de 1999  | Uccle                | E. W. Elst, S. I. Ipatov |
| 150317 - | 1999 VQ40              | 1 de novembre de 1999  | Kitt Peak            | Spacewatch               |
| 150318 - | 1999 VB43              | 4 de novembre de 1999  | Kitt Peak            | Spacewatch               |
| 150319 - | 1999 VA57              | 4 de novembre de 1999  | Socorro              | LINEAR                   |
| 150320 - | 1999 VQ64              | 4 de novembre de 1999  | Socorro              | LINEAR                   |
| 150321 - | 1999 VN83              | 2 de novembre de 1999  | Kitt Peak            | Spacewatch               |
| 150322 - | 1999 VQ84              | 6 de novembre de 1999  | Kitt Peak            | Spacewatch               |
| 150323 - | 1999 VV99              | 9 de novembre de 1999  | Socorro              | LINEAR                   |
| 150324 - | 1999 VM107             | 9 de novembre de 1999  | Socorro              | LINEAR                   |
| 150325 - | 1999 VD112             | 9 de novembre de 1999  | Socorro              | LINEAR                   |
| 150326 - | 1999 VO134             | 10 de novembre de 1999 | Kitt Peak            | Spacewatch               |
| 150327 - | 1999 VY139             | 10 de novembre de 1999 | Kitt Peak            | Spacewatch               |
| 150328 - | 1999 VU142             | 13 de novembre de 1999 | Kitt Peak            | Spacewatch               |
| 150329 - | 1999 VZ173             | 1 de novembre de 1999  | Anderson Mesa        | LONEOS                   |
| 150330 - | 1999 VZ177             | 6 de novembre de 1999  | Socorro              | LINEAR                   |
| 150331 - | 1999 VG180             | 5 de novembre de 1999  | Socorro              | LINEAR                   |
| 150332 - | 1999 VR183             | 12 de novembre de 1999 | Socorro              | LINEAR                   |
| 150333 - | 1999 VD189             | 15 de novembre de 1999 | Socorro              | LINEAR                   |
| 150334 - | 1999 VQ195             | 3 de novembre de 1999  | Catalina             | CSS                      |
| 150335 - | 1999 VD221             | 4 de novembre de 1999  | Kitt Peak            | Spacewatch               |
| 150336 - | 1999 WV10              | 28 de novembre de 1999 | Kitt Peak            | Spacewatch               |
| 150337 - | 1999 WN12              | 29 de novembre de 1999 | Kitt Peak            | Spacewatch               |
| 150338 - | 1999 XL15              | 5 de desembre de 1999  | Višnjan Observatory  | K. Korlević              |
| 150339 - | 1999 XX27              | 6 de desembre de 1999  | Socorro              | LINEAR                   |
| 150340 - | 1999 XH31              | 6 de desembre de 1999  | Socorro              | LINEAR                   |
| 150341 - | 1999 XD61              | 7 de desembre de 1999  | Socorro              | LINEAR                   |
| 150342 - | 1999 XJ89              | 7 de desembre de 1999  | Socorro              | LINEAR                   |
| 150343 - | 1999 XS99              | 7 de desembre de 1999  | Socorro              | LINEAR                   |
| 150344 - | 1999 XO107             | 4 de desembre de 1999  | Catalina             | CSS                      |
| 150345 - | 1999 XQ187             | 12 de desembre de 1999 | Socorro              | LINEAR                   |
| 150346 - | 1999 YX4               | 28 de desembre de 1999 | Prescott             | P. G. Comba              |
| 150347 - | 1999 YZ7               | 27 de desembre de 1999 | Kitt Peak            | Spacewatch               |
| 150348 - | 1999 YU12              | 31 de desembre de 1999 | Kitt Peak            | Spacewatch               |
| 150349 - | 1999 YB24              | 16 de desembre de 1999 | Kitt Peak            | Spacewatch               |
| 150350 - | 2000 AD7               | 2 de gener de 2000     | Socorro              | LINEAR                   |
| 150351 - | 2000 AK11              | 3 de gener de 2000     | Socorro              | LINEAR                   |
| 150352 - | 2000 AF12              | 3 de gener de 2000     | Socorro              | LINEAR                   |
| 150353 - | 2000 AL22              | 3 de gener de 2000     | Socorro              | LINEAR                   |
| 150354 - | 2000 AQ39              | 3 de gener de 2000     | Socorro              | LINEAR                   |
| 150355 - | 2000 AU56              | 4 de gener de 2000     | Socorro              | LINEAR                   |
| 150356 - | 2000 AY130             | 6 de gener de 2000     | Socorro              | LINEAR                   |
| 150357 - | 2000 AL160             | 3 de gener de 2000     | Socorro              | LINEAR                   |
| 150358 - | 2000 AZ208             | 4 de gener de 2000     | Kitt Peak            | Spacewatch               |
| 150359 - | 2000 AO229             | 3 de gener de 2000     | Kitt Peak            | Spacewatch               |
| 150360 - | 2000 BE10              | 26 de gener de 2000    | Kitt Peak            | Spacewatch               |
| 150361 - | 2000 BZ20              | 29 de gener de 2000    | Kitt Peak            | Spacewatch               |
| 150362 - | 2000 BB21              | 29 de gener de 2000    | Kitt Peak            | Spacewatch               |
| 150363 - | 2000 BB22              | 29 de gener de 2000    | Kitt Peak            | Spacewatch               |
| 150364 - | 2000 CN9               | 2 de febrer de 2000    | Socorro              | LINEAR                   |
| 150365 - | 2000 CF11              | 2 de febrer de 2000    | Socorro              | LINEAR                   |
| 150366 - | 2000 CE17              | 2 de febrer de 2000    | Socorro              | LINEAR                   |
| 150367 - | 2000 CF19              | 2 de febrer de 2000    | Socorro              | LINEAR                   |
| 150368 - | 2000 CO22              | 2 de febrer de 2000    | Socorro              | LINEAR                   |
| 150369 - | 2000 CB64              | 2 de febrer de 2000    | Socorro              | LINEAR                   |
| 150370 - | 2000 CG65              | 3 de febrer de 2000    | Socorro              | LINEAR                   |
| 150371 - | 2000 CC72              | 7 de febrer de 2000    | Kitt Peak            | Spacewatch               |
| 150372 - | 2000 CF76              | 5 de febrer de 2000    | Višnjan Observatory  | K. Korlević              |
| 150373 - | 2000 CG78              | 7 de febrer de 2000    | Kitt Peak            | Spacewatch               |
| 150374 - | 2000 CW109             | 5 de febrer de 2000    | Kitt Peak            | M. W. Buie               |
| 150375 - | 2000 CG118             | 3 de febrer de 2000    | Socorro              | LINEAR                   |
| 150376 - | 2000 DG4               | 28 de febrer de 2000   | Socorro              | LINEAR                   |
| 150377 - | 2000 DO14              | 25 de febrer de 2000   | Catalina             | CSS                      |
| 150378 - | 2000 DK26              | 29 de febrer de 2000   | Socorro              | LINEAR                   |
| 150379 - | 2000 DL28              | 29 de febrer de 2000   | Socorro              | LINEAR                   |
| 150380 - | 2000 DE33              | 29 de febrer de 2000   | Socorro              | LINEAR                   |
| 150381 - | 2000 DC37              | 29 de febrer de 2000   | Socorro              | LINEAR                   |
| 150382 - | 2000 DK48              | 29 de febrer de 2000   | Socorro              | LINEAR                   |
| 150383 - | 2000 DX50              | 29 de febrer de 2000   | Socorro              | LINEAR                   |
| 150384 - | 2000 DN59              | 29 de febrer de 2000   | Socorro              | LINEAR                   |
| 150385 - | 2000 DS63              | 29 de febrer de 2000   | Socorro              | LINEAR                   |
| 150386 - | 2000 DP64              | 29 de febrer de 2000   | Socorro              | LINEAR                   |
| 150387 - | 2000 DH77              | 29 de febrer de 2000   | Socorro              | LINEAR                   |
| 150388 - | 2000 DV77              | 29 de febrer de 2000   | Socorro              | LINEAR                   |
| 150389 - | 2000 DZ81              | 28 de febrer de 2000   | Socorro              | LINEAR                   |
| 150390 - | 2000 DZ89              | 27 de febrer de 2000   | Kitt Peak            | Spacewatch               |
| 150391 - | 2000 DP94              | 28 de febrer de 2000   | Socorro              | LINEAR                   |
| 150392 - | 2000 DG97              | 29 de febrer de 2000   | Socorro              | LINEAR                   |
| 150393 - | 2000 EN                | 2 de març de 2000      | Prescott             | P. G. Comba              |
| 150394 - | 2000 EF6               | 2 de març de 2000      | Kitt Peak            | Spacewatch               |
| 150395 - | 2000 ES11              | 4 de març de 2000      | Socorro              | LINEAR                   |
| 150396 - | 2000 EP14              | 5 de març de 2000      | Višnjan Observatory  | K. Korlević              |
| 150397 - | 2000 EH40              | 8 de març de 2000      | Socorro              | LINEAR                   |
| 150398 - | 2000 EC59              | 9 de març de 2000      | Socorro              | LINEAR                   |
| 150399 - | 2000 EO62              | 10 de març de 2000     | Socorro              | LINEAR                   |
| 150400 - | 2000 ES71              | 9 de març de 2000      | Kitt Peak            | Spacewatch               |